# 7958 Leakey
7958 Leakey è un asteroide della fascia principale. Scoperto nel 1994, presenta un'orbita caratterizzata da un semiasse maggiore pari a 1,8773403 UA e da un'eccentricità di 0,0768337, inclinata di 21,96738° rispetto all'eclittica.